# تاريخ الشيعة
الشيعة، المعروفين أيضًا باسم المذهب الشيعي، هو ثاني مذهب في الإسلام بعد أهل السنة والجماعة. يلتزم الشيعة بتعاليم أهل البيت أو الأئمة المعصومين. تستمر سلالة محمد فقط من خلال ابنته فاطمة الزهراء وابن عمه علي الذين يشكلون أحفاد محمد أهل البيت. وبالتالي، يعتبر الشيعة أحفاد محمد صلوات الله عليه المصدر الحقيقي للإرشاد ويسمى احفاد النبي محمد بالأشراف أو السادة. ينقسم الشيعة،  في بعض الأحيان إلى العديد من الفرق. ومع ذلك، فإن ثلاثة فقط من هؤلاء لديهم حاليًا عدد كبير من المتابعين، ولكل منهم مسار منفصل.
من وجهة نظر سياسية، كان تاريخ الشيعة في عدة مراحل. في معركة كربلاء عام 680. يتزامن هذا الجزء مع إمامتي الحسن بن علي واخوه الحسين. الجزء الثاني هو تمايز الشيعة وتميزهم كطائفة منفصلة داخل الإسلام، ومعارضة الخلفاء السنة. يبدأ هذا الجزء بعد معركة كربلاء ويستمر حتى تشكيل الدول الشيعية في حوالي 900. خلال هذه الفترة انقسم الشيعة إلى عدة فرق. القسم الثالث هو فترة الدول الشيعية. أول دولة شيعية كانت سلالة إدريسية (780 - 974) في المغرب الأقصى. كان بجانب سلالة علويو مزندران (864 - 928) التي أنشئت في مازندران (طبرستان)، شمال إيران. كانت هذه السلالات محلية، لكن تبعتها سلالتان عظيمتان وقويتان. تشكلت الأسرة الفاطمية في إفريقية عام 909 وحكمت مناطق مختلفة من المغرب الأقصى ومصر والشام حتى عام 1171. وبويهيون ظهرت في ديلمان، شمال إيران، في 930 ثم قضت على الأجزاء الوسطى والغربية من إيران والعراق حتى 1048. في اليمن، أسس أئمة سلالات مختلفة عادة من الطائفة الزيدية هيكلًا سياسيًا ثيوقراطيًا استمر من 897 حتى 1962.

## من سقيفة إلى كربلاء
بدأ محمد الدعوة إلى الإسلام في مكة قبل أن يهاجر إلى المدينة المنورة، حيث وحد قبائل الجزيرة العربية في دولة دينية عربية مسلمة فريدة. مع وفاة محمد في عام 632، اندلع خلاف حول من سيخلفه. بينما كان علي بن أبي طالب وابن عمه وبقية أفراد عائلة محمد المقربين يغسلون جسده لدفنه، عقد زعماء القبائل في مكة والمدينة تجمعا سرياً في سقيفة ليقرروا من سيخلف محمد كخليفةٍ للمسلمين، متجاهلين ما اعتبره المسلمون الأوائل، المهاجرون، تعيين محمد علي على خليفته في غدير خوم. عمر بن الخطاب، رفيق محمد وكان أول شخص يهنئ علي على حدث الغدير، رشح أبو بكر. واستقر آخرون، بعد الرفض الأولي والتشاحن، على أبو بكر الذي أصبح الخليفة الأول للمسلمين. وقد حدث التنازع على هذا الاختيار من قبل أقرب الصحابة لمحمد، الذين اعتبروا أن علي قد عين خلفا له. وبحسب الروايات السنية، مات محمد دون أن يعين خليفة له، ولحاجة إلى القيادة، اجتمعوا وصوتوا لمنصب الخليفة. تختلف الروايات الشيعية عن طريق التأكيد على أن محمد قد عين علي كخليفة له في عدد من المناسبات، بما في ذلك على فراش الموت. كان علي مدعوماً من عائلة محمد وأغلبية المهاجرون المسلمون الأوائل، وعارضهم زعماء القبائل في شبه الجزيرة العربية الذين ضموا أعداء محمد الأوائل، بما في ذلك، بطبيعة الحال، بني أمية. وعقب انتخاب أبو بكر غار على منزل علي بقيادة عمر وخالد بن الوليد (انظر عمر في منزل فاطمة).
إن خلافة محمد هي قضية خلافية للغاية. انقسم المسلمون في نهاية المطاف إلى فرعين بناءً على موقفهم السياسي تجاه هذه القضية، التي تشكل الحاجز الأساسي بين التقسيمين الرئيسيين للمسلمين: السنة والشيعة، ويتبعهما الأخير كخليفة لمحمد. اختلفت المجموعتان أيضًا على موقف علي اتجاه أبو بكر، والخليفتين اللذين خلفاهما: عمر بن الخطاب وعثمان بن عفان. يميل السنة إلى التأكيد على قبول علي، في حين يدعي الشيعة أنه نأى بنفسه عنهم، وأنه تم منعه من أداء الواجب الديني الذي عينه محمد له. يقول السنة أنه إذا كان علي هو الخليفة الشرعي كما أمر الله بنفسه، لكان من واجبه كقائد للأمة الإسلامية شن حرب مع هؤلاء الناس (أبو بكر وعمر وعثمان) حتى أسس علي مرسوم. يدعي الشيعة، مع ذلك، أن علي لم يقاتل أبو بكر أو عمر أو عثمان، لأنه أولاً لم يكن لديه القوة العسكرية وإذا قرر ذلك، لكان قد تسبب في حرب أهلية بين المسلمين، والتي كانت لا تزال مجتمعًا ناشئًا طوال الوقت في العالم العربي.

## التمايز والتميز
انقسم الشيعة والسنة في أعقاب وفاة رسول الله محمد بناءً على سياسات الخلفاء الأوائل. نظرًا لاعتقاد الشيعة أن علي كان ينبغي أن يكون الخليفة الأول، فإن الخلفاء الثلاثة الذين سبقوه، أبو بكر وعمر وعثمان، كانوا يعتبرون مغتصبين غير شرعيين. ولهذا السبب، لم يقبل جامعو الأحاديث الشيعية أي حديث رواه هؤلاء الخلفاء الثلاثة (أو أي من مؤيديهم).
ونتيجة لذلك، فإن عدد الأحاديث التي قبلها الشيعة أقل بكثير من الأحاديث التي قبلها السنة، حيث أن العديد من الأحاديث غير المقبولة هي تلك التي يجب أن تتعامل مع جوانب متكاملة من الإسلام، مثل الصلاة والزواج. في ظل عدم وجود حديث واضح عن موقف ما، يفضل الشيعة أقوال وأفعال الأئمة (أفراد عائلة النبي) على نفس المستوى مثل حديث النبي نفسه، مما أدى بدوره إلى إرتفاع الأئمة على أنهم معصومون.

## روابط خارجية
- أربعة قرون من تأثير الشيعة في العراق على إيران ما قبل الصفوية